# Sándor Müller
Sándor Müller (Budapest, 21 settembre 1949 – Budapest, 3 aprile 2024) è stato un calciatore ungherese, di ruolo centrocampista.